# Влайков, Тодор
То́дор Ге́нчов Вла́йков (болг. Тодор Генчов Влайков; часто пользовался псевдонимом Веселин, 1865—1943) — болгарский писатель и общественный деятель. Академик Болгарской академии наук с 1900 года.

## Биография
Отец — ткач, позднее сборщик податей. Начальное образование получил в родном городе. После освобождения Болгарии учился в Софийской гимназии (1878—1884), где изучал произведения классиков русской литературы, в последнем классе гимназии опубликовал два рассказа из народной жизни. По инициативе премьер-министра Болгарии Петко Каравелова Влайков с другими гимназистами был отправлен на учёбу в Москву. С 1885 года Влайков — студент отделения славянской филологии историко-филологического факультета Московского университета. Ученик профессоров Р. Ф. Брандта и Н. И. Кареева. Будучи студентом (1887) помогал осуществить посмертное издание «Словаря» А. Л. Дювенуа. Попал под влияние статей Д. И. Писарева, литературных произведений Г. И. Успенского, народнической публицистики Н. К. Михайловского, увлёкся педагогическими идеями Льва Толстого.
В 1888 году принял решение оставить университет и вернуться на родину, чтобы стать сельским учителем. В 1889 году опубликовал своё наиболее известное литературное произведение, повествующее о крестьянской жизни — «Внучка деда Славчо». Основал в Мирково первый болгарский кооператив — «Земельное содружество „Орало“». Инспектор училищ в Софии (1892—1894). Преподавал в Софийской мужской гимназии предметы на русском и болгарском языках. Участвовал в основании (1895), а позже возглавил (1898) Болгарский учительский союз.
В 1902 году создатель и первый лидер Радикально-демократической партии Болгарии (либерального толка). В 1902—1926 годах был редактором журнала «Демократическое обозрение» и «Философски преглед». В 1928—1930 годах — Председатель Союза болгарских писателей.
Действительный член Болгарской академии наук (1900).

## Сочинения
- Внучка деда Славчо (1889)
- Тётя Гена / Леля Гена (1891)
- Батрак / Ратай (1892)
- Учитель Миленков / Учител Миленков (1894)
- Этапы жизни писателя и общественника (мемуары, 1935)
- Пережитое / Преживяното (мемуары, т. 1‒3, 1934‒42)[3].

## Издания
- Съчинения, т. 1‒8. — С., 1963‒64.  (болг.)
- Избранное. — М., 1956.